# 2005 au Chili
Cet article présente les faits marquants de l'année 2005 au Chili.

## Évènements
- 5 janvier 2005: l'ex-dictateur Augusto Pinochet est poursuivi pour neuf enlèvements et un homicide, commis dans le cadre des opérations conjointes organisées par les régimes militaires sud-américains dans les années 1970. Le juge Juan Guzman a assigné à résidence et placé en état d'arrestation l'ancien dictateur chilien.
- 10 janvier 2005: la justice chilienne a autorisé la mise en liberté sous caution de Pinochet, à la suite d'un recours déposé par ses avocats.
- 28 janvier : Arrestation de général Manuel Contreras, ex-chef de la DINA, la police politique du régime de Pinochet, à son domicile de Santiago du Chili, après sa condamnation à 12 ans de prison.
- septembre: la Cour suprême retire l'immunité sénatoriale de Pinochet dans le cadre de l'enquête des 119 disparus de l'Opération Colombo.
- 11 décembre 2005: premier tour de l'élection présidentielle: la candidate de centre-gauche, Michelle Bachelet (Concertation), l'emporte face à Sebastián Piñera (Rénovation nationale, droite) avec 45,95 % des voix (au premier tour), contre 25,41 %. Joaquín Lavín, de l'Union démocrate indépendante (UDI, pinochetiste) arrive troisième.